# 2019 természeti katasztrófái
Ezen a lapon 2019 nagyobb természeti katasztrófái és az adott területen a szokásostól eltérő időjárási jelenségek vannak felsorolva. A földrengések erőssége minden esetben a Richter-skálán van megadva.

## Események

### Január
- január során – USA: szerte az országban több ember halálát okozta az extrém mértékű hideg, melynek során -30 °C-os hőmérsékletet is mértek. A hideg következtében az érintett térségekben fennakadások keletkeztek a közlekedésben és a mindennapi életben is, például iskolákat zárta be és felfüggesztették a postai szolgáltatásokat is.[1]

- január 20. – Chile: 6,7-es erősségű földrengés az ország partjainál. A rengés központja Coquimbo közelében volt, 53 km-es mélységben. A földrengés miatt két ember szívrohamban elhunyt.[2]